# Эссель, Айлин
Айлин Эссель (англ. Eileen Essell, 8 октября 1922 — 15 февраля 2015) — британская актриса.
Родилась в Лондоне. Карьеру актрисы начала в Оксфордском театре. В 1958 году, после 13 лет работы в театре, актриса вышла замуж за драматурга Джеральда МакЛэрнона, родила сына Фергуса и стала преподавать драму. В начале 2000-х вновь вернулась в кино и на телевидение, где более всего запомнилась ролью миссис Коннелли, старой соседки молодой пары в исполнении Бена Стиллера и Дрю Бэрримор, в комедии Дэнни Де Вито «Дюплекс» в 2003 году.
Умерла 15 февраля 2015 года в возрасте 92 лет.

## Фильмография
- 2002 — Али Джи в парламенте — миссис Хаг
- 2003 — Дюплекс — миссис Коннелли
- 2004 — Волшебная страна — миссис Сноу
- 2005 — Продюсеры
- 2005 — Чарли и шоколадная фабрика — бабушка Жозефина